# Hoelzeliella manselli
Hoelzeliella manselli là một loài côn trùng trong họ Berothidae thuộc bộ Neuroptera. Loài này được U. Aspöck & H. Aspöck miêu tả năm 1997.